# Lena Yau
Lena Yau (Caracas, Venezuela, 1968) es una escritora, periodista, poeta e investigadora venezolana. Estudió Letras en la Universidad Católica Andrés Bello y realizó un máster en Comunicación Social en la misma institución. En 1997 emigró de Venezuela y se estableció en Madrid en el año 1999. Allí cursó las asignaturas del Doctorado en Filología Hispánica en la Universidad Autónoma de Madrid.

## Carrera
En el marco periodístico, Lena Yau es columnista del diario El Nacional, de la revista Clímax y del portal Dulcear. En el plano literario, fue una de las autoras de El sabor de la eñe, un glosario que reúne los términos de gastronomía y literatura publicado por el Instituto Cervantes, en España. Por otra parte, su nombre destaca en Cien mujeres contra la violencia de género, una compilación de relatos, poemas y ensayos reunidos por las escritoras venezolanas Kira Kariakin, Virginia Riquelme y Violeta Rojo, editado por FUNDAVAG Ediciones en el año 2015. En el 2016 participó en la Feria Internacional del Libro de la Universidad de Carabobo, como representante de un grupo de escritores venezolanos de trayectoria en el extranjero. Asimismo, en octubre de ese mismo año dictó el "Taller de literatura y gastronomía" en Amaranto Restaurante, ubicado en la isla de Margarita. En marzo de 2018 visitó Venezuela para presentar, tanto en Caracas como en Margarita, su último trabajo: Bienmesabes, un libro de gastroficción editado por la editorial Gravitaciones.

## Literatura y gastronomía
Su especialidad es vincular la literatura y el periodismo con la gastronomía, creando historias, personajes, ambientes y testimonios fundamentados en olores, sabores y términos culinarios. Lena Yau amplía este vínculo desde la descripción sensorial y permite entender a la comida como inspiración y cultura.

## Obras

### Hormigas en la lengua
Publicada en el año 2015 y editada por Sudaquia Editores en Nueva York, Estados Unidos, esta es la primera novela de Lena Yau que plantea, desde el foco gastronómico, las experiencias de la infancia de la protagonista.

### Trae tu espalda para hacer mi mesa
Poemario publicado en el año 2015 por la editorial Gravitaciones en cuyos poemas describe la experiencia sensorial gastronómica.

### Lo que contó la mujer canalla
Poemario publicado en el año 2016 por la Editorial Kalathos en Venezuela. En esta selección de poemas Yau vuelve a emociones originarias adecuadas a las instancias geográficas en las que ha estado la autora.

### Bienmesabes
Es su más reciente compilación de textos narrativos, publicado en el año 2017 por Gravitaciones. Reúne cuarenta relatos breves que juegan con los conceptos de la comida, el erotismo y el humor negro. La autora divide la compilación en cuatro partes: Eros poché, Jung food, A la plancha vuelta y vuelta y Chupitos.